# Schertz
Schertz est une ville des comtés de Bexar, Comal et Guadalupe, dans l’État du Texas, aux États-Unis. Sa population s’élevait à 31 465 habitants lors du recensement de 2010, estimée à 39 453 habitants en 2016.